# 트라첸베르크 계획
트라첸베르크 계획(영어: Trachenberg Plan)은 제6차 대프랑스 동맹 전쟁 중인 1813년 독일 전역 당시 대프랑스 동맹이 입안한 계획으로, 계획의 명칭은 당시 계획을 입안한 회의가 열렸던 트라첸베르크에서 유래했다. 대프랑스 동맹군은 프랑스 황제였던 나폴레옹 1세와 전면전을 피하기로 합의하였는데, 이는 나폴레옹 1세가 독일 전역에서 다시 전설적인 인물로 떠오를 가능성을 여러 대프랑스 동맹 장군들이 우려했기 때문이었다. 대프랑스 동맹군은 나폴레옹 대신 프랑스의 여러 원수들과 장군들과 교전하여 이들을 패배시켜 나폴레옹의 군대를 약화시키는 한편 나폴레옹도 이길 수 없을 정도로 대규모 군대를 결집시키기로 했다. 이러한 계획이 입안된 이유는 1813년 독일 전역 중 나폴레옹이 대프랑스 동맹군을 상대로 뤼첸 전투, 바우첸 전투, 그리고 드레스덴 전투에서 승리를 거두었기 때문이었다. 트라첸베르크 계획은 성공하였고, 라이프치히 전투에서 연합군은 수적 우세를 충분히 활용할 수 있었고 나폴레옹은 이 전투에서 패배한 이후 라인강 일대로 후퇴했다. 

## 입안
트라첸베르크 계획은 러시아 장군 카를 빌헬름 폰 톨, 바클라이 드 톨리, 그리고 전 프랑스 장군이자 나폴레옹 보나파르트의 초기 경쟁자였던 장 빅토르 마리 모로와 같은 사람들이 1811년부터 입안한 다른 많은 계획들의 요소들을 포함하고 있었다. 그러나, 최종 계획은 병행하여 개발된 두 개의 이전 계획인 트라첸베르크 의정서와 라이헨바흐 계획을 합병한 것으로, 이 계획들의 입안자는 나폴레옹의 군대에서 복무하며 대육군의 전략과 전술에 정통하고 나폴레옹의 전쟁 계획을 잘 이해했던 장바티스트 쥘 베르나도트와 오스트리아 제국 육군의 원수이자 제6차 대프랑스 동맹군의 참모총장이었던 요제프 라데츠키 폰 라데츠였다.
베르나도트는 러시아 원정에서 알렉산드르 1세에게 프랑스 침공군을 무찌를 방법에 대해 많은 군사적 조언을 했고, 실제로 전쟁에서 러시아군은 베르나도트의 이론과 전략을 통해 성공적으로 침략군을 막아냈다. 베르나도트는 1813년 그의 전략을 수정하여 북독일 지역에서 수행할 수 있는 전략 및 전술로 변경했고, 1813년 플라스비트스 휴전에서 입안한 전략을 프리드리히 빌헬름 3세와 알렉산드르 1세에게 보여주었다. 
각 연합국의 지배자들은 다른 연합국 파트너들과의 관계를 원만하게 유지하기 위해 다양한 정책적 고려사항들을 생각하기 위해 전략을 수정한 후, 베르나도트의 제안들을 대프랑스 동맹군의 기본 전략으로 채택했다. 한편 라데츠키와 오스트리아 정부는 1813년 8월 12일까지 대프랑스 동맹에 참여하지 않았음에도 불구하고 작센 지역과 북독일 지역에서의 전투와 관련된 여러 계획들을 입안하기 시작했으며, 작전의 세부사항들은 베르나도트가 트라첸베르크에서 제의한 여러 전략들과 잘 들어맞았다. 이 두 작전 계획이 이후 "트라첸베르크 계획"이라는 하나의 작전으로 통합되었다.